# Sundasalanx mesops
Sundasalanx mesops är en fiskart som beskrevs av August Siebert och Crimmen, 1997. Sundasalanx mesops ingår i släktet Sundasalanx och familjen Sundasalangidae. Inga underarter finns listade i Catalogue of Life.